# وود ریور (ایلینوی)
وود ریور، ایلینوی (به انگلیسی: Wood River, Illinois) یک شهر در ایالات متحده آمریکا با جمعیت ۱۰٬۶۵۷ نفر است که در ایلی‌نوی واقع شده‌است.

## موقعیت جغرافیایی
موقعیت جغرافیایی شهرها و مناطق اطراف به شرح زیر است: